# Deaflympics d'été de 1997
Les Deaflympics d'été de 1997, officiellement appelés les 18th World Games for the Deaf, ont eu lieu du 13 juillet 1997 au 26 juillet 1997 à Copenhague.
Ces jeux rassemblaient 2 028 athlètes de soixante-cinq pays. Ils participaient à quatorze sports et seize disciplines qui regroupaient un total de 140 épreuves officielles.

## Faits sur ces jeux
Les jeux ont été accueillis par l'association danoise de sport sourd (DDI), fondée en 1922 d'où la raison de l'organisation de ces jeux afin de fêter les 75e anniversaire de DDI.
Deux nouvelles compétitions sportives sont inscrits dans le cadre des Deaflympics d'été : Bowling et Course d'orientation.

## Sport
Les Deaflympics d'été de 1997 ont seize disciplines dont onze individuelles et cinq en équipe.

### Sports individuels
- Athlétisme
- Marathon
- Badminton
- Bowling
- Course d'orientation
- Cyclisme sur la route
- Lutte
- Natation
- Tennis
- Tennis de table
- Tir sportif

### Sports en équipe
- Basket-ball
- Football
- Handball
- Volley-ball
- Water-polo

## Pays participants
Les Deaflympics d'été de 1997 ont accueilli 2 028 athlètes de soixante-cinq pays: 
- Algérie
- Argentine
- Australie
- Autriche
- Azerbaïdjan
- Bangladesh
- Biélorussie
- Belgique
- Brésil
- Bulgarie
- Canada
- Chine
- Taipei chinois
- Croatie
- Cuba
- Chypre
- République tchèque
- Danemark
- Estonie
- Finlande
- France
- Géorgie
- Allemagne
- Royaume-Uni
- Grèce
- Hong Kong
- Hongrie
- Islande
- Inde
- Iran
- Irlande
- Israël
- Italie
- Japon
- Kazakhstan
- Kenya
- Corée du Sud
- Koweït
- Lettonie
- Lituanie
- Macédoine
- Mexique
- Moldavie
- Mongolie
- Pays-Bas
- Nouvelle-Zélande
- Norvège
- Pakistan
- Pologne
- Portugal
- Roumanie
- Russie
- Slovaquie
- Slovénie
- Afrique du Sud
- Espagne
- Suède
- Suisse
- Turquie
- Ouganda
- Ukraine
- États-Unis
- Ouzbékistan
- Venezuela
- Yougoslavie

## Compétition

### La France aux Deaflympics
Il s'agit de sa 18e participation aux Deaflympics d'été. Trente-neuf athlètes français étaient venus pour concourir sous le drapeau français, et ils ont pu remporter deux médailles d'argent et deux médailles de bronze.